# Kelberg
Kelberg – miejscowość i gmina w Niemczech, w kraju związkowym Nadrenia-Palatynat, w powiecie Vulkaneifel, siedziba gminy związkowej Kelberg.

## Bibliografia

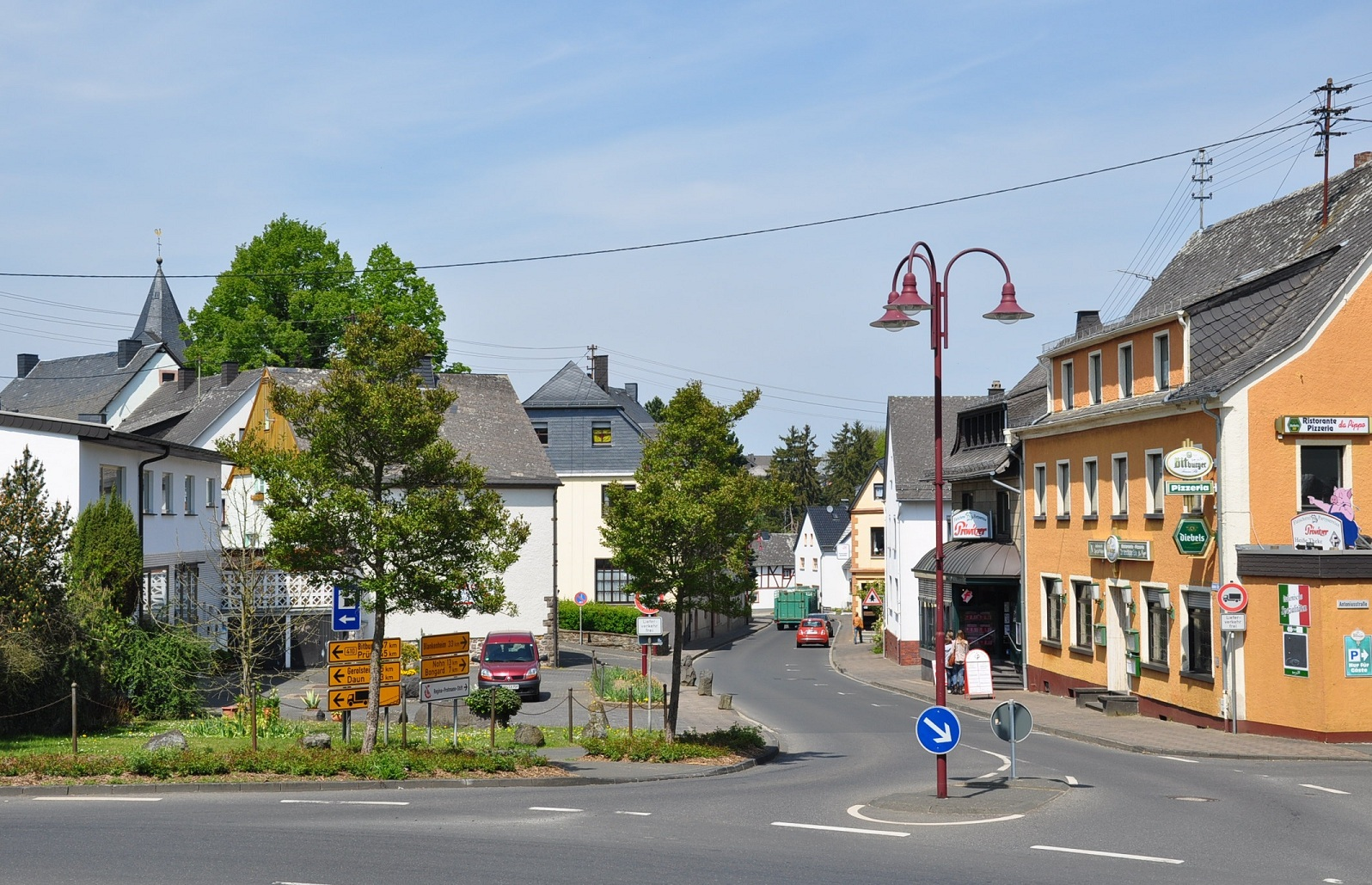
Kelberg